# Olga Zrihen
Olga Zrihen Zaari, née à Casablanca le 10 janvier 1953 dans une famille juive marocaine, est une femme politique belge membre du Parti socialiste. Elle est licenciée en traduction. 
Élue au conseil communal de La Louvière en Belgique aux élections communales d'octobre 2000 en tant que citoyenne française, elle est réélue en 2006 et devient échevine en 2007.
Candidate aux élections européennes de juin 1999, elle est appelée à siéger en tant que suppléante en avril 2001. Elle acquiert ensuite la nationalité belge, n'est pas réélue en 2004, est cooptée au Sénat quelques mois plus tard et, en juin 2007, appelée à siéger en tant que suppléante au Sénat en remplacement de Philippe Busquin, déjà élu au Parlement européen, qui choisit de continuer à siéger dans cette instance. 
Élue en 2009 comme députée wallonne, elle remplacera Joëlle Kapompolé en tant que sénatrice de communauté jusque 2014. 
Elle est conseillère communale à La Louvière.

## Détails des mandats
- 2001-2004 : Députée européenne
- 2004-2007 : Sénatrice cooptée
- 2007-2009 : Sénatrice élue directe
- 2006-2009 : Échevine à La Louvière
- 2006- : Conseillère communale à La Louvière
- Députée wallonne et communautaire depuis le 30 juin 2009
  - Sénatrice de Communauté
    - du 30 juin 2009 au 7 mai 2010
    - du 7 juillet 2010 au 25 mai 2014 (remplaçant Joëlle Kapompolé)
    - depuis le 23 juin 2014 (désigné par le parlement wallon) Vice Présidente du Sénat